# آلوارو باستیدا
آلوارو باستیدا (انگلیسی: Álvaro Bastida؛ زادهٔ ۱۲ مهٔ ۲۰۰۴) بازیکن فوتبال است که در پست هافبک در خط میانی بازی می‌کند.
وی همچنین در تیم‌های ملی فوتبال زیر ۱۸ سال اسپانیا و زیر ۱۹ سال اسپانیا بازی کرده‌است.